# Diplopanax stachyanthus
Diplopanax stachyanthus là một loài thực vật có hoa trong họ Cornaceae. Loài này được Hand.-Mazz. miêu tả khoa học đầu tiên năm 1933.